# (32425) 2000 RL64
2000 RL64 (asteroide 32425) é um asteroide da cintura principal. Possui uma excentricidade de 0.14862800 e uma inclinação de 14.27357º.
Este asteroide foi descoberto no dia 1 de setembro de 2000 por LINEAR em Socorro.